# Hassan Zahran
Hassan Zahran (Arabic:حسن زهران) (sinh ngày 7 tháng 6 năm 1985) là một cầu thủ bóng đá Các Tiểu vương quốc Ả Rập Thống nhất. Hiện tại anh thi đấu cho Ajman Club.